# Torcy-le-Petit (Sena Marítim)
Torcy-le-Petit és un municipi francès situat al departament del Sena Marítim i a la regió de Normandia. L'any 2007 tenia 471 habitants.

## Demografia

### Població
El 2007 la població de fet de Torcy-le-Petit era de 471 persones. Hi havia 198 famílies de les quals 48 eren unipersonals (20 homes vivint sols i 28 dones vivint soles), 65 parelles sense fills, 69 parelles amb fills i 16 famílies monoparentals amb fills.
La població ha evolucionat segons el següent gràfic:
Habitants censats

### Habitatges
El 2007 hi havia 207 habitatges, 196 eren l'habitatge principal de la família, 7 eren segones residències i 4 estaven desocupats. Tots els 207 habitatges eren cases. Dels 196 habitatges principals, 161 estaven ocupats pels seus propietaris, 29 estaven llogats i ocupats pels llogaters i 6 estaven cedits a títol gratuït; 2 tenien dues cambres, 24 en tenien tres, 73 en tenien quatre i 97 en tenien cinc o més. 151 habitatges disposaven pel capbaix d'una plaça de pàrquing. A 110 habitatges hi havia un automòbil i a 60 n'hi havia dos o més.

### Piràmide de població
La piràmide de població per edats i sexe el 2009 era:
| Homes | Edats   | Dones |
| ----- | ------- | ----- |
| 0     | 95 o +  | 0     |
| 0     | 90 a 94 | 0     |
| 0     | 85 a 89 | 0     |
| 0     | 80 a 84 | 0     |
| 16    | 75 a 79 | 12    |
| 20    | 70 a 74 | 12    |
| 12    | 65 a 69 | 20    |
| 12    | 60 a 64 | 28    |
| 8     | 55 a 59 | 4     |
| 4     | 50 a 54 | 12    |
| 24    | 45 a 49 | 16    |
| 32    | 40 a 44 | 24    |
| 16    | 35 a 39 | 40    |
| 12    | 30 a 34 | 12    |
| 4     | 25 a 29 | 0     |
| 8     | 20 a 24 | 8     |
| 24    | 15 a 19 | 12    |
| 36    | 10 a 14 | 36    |
| 32    | 5 a 9   | 8     |
| 8     | 0 a 4   | 8     |

## Economia
El 2007 la població en edat de treballar era de 279 persones, 185 eren actives i 94 eren inactives. De les 185 persones actives 166 estaven ocupades (90 homes i 76 dones) i 19 estaven aturades (8 homes i 11 dones). De les 94 persones inactives 32 estaven jubilades, 31 estaven estudiant i 31 estaven classificades com a «altres inactius».

### Ingressos
El 2009 a Torcy-le-Petit hi havia 197 unitats fiscals que integraven 489 persones, la mediana anual d'ingressos fiscals per persona era de 16.048 €.

### Activitats econòmiques
Dels 12 establiments que hi havia el 2007, 1 era d'una empresa de fabricació de material elèctric, 5 d'empreses de construcció, 1 d'una empresa de comerç i reparació d'automòbils, 1 d'una empresa de transport, 1 d'una empresa d'hostatgeria i restauració, 2 d'empreses financeres i 1 d'una empresa de serveis.
Dels 6 establiments de servei als particulars que hi havia el 2009, 1 era un paleta, 1 guixaire pintor, 3 lampisteries i 1 empresa de construcció.
L'any 2000 a Torcy-le-Petit hi havia 10 explotacions agrícoles que ocupaven un total de 174 hectàrees.

## Equipaments sanitaris i escolars
El 2009 hi havia una escola elemental integrada dins d'un grup escolar amb les comunes properes formant una escola dispersa.

## Poblacions més properes
El següent diagrama mostra les poblacions més properes.